# Universität Nagoya

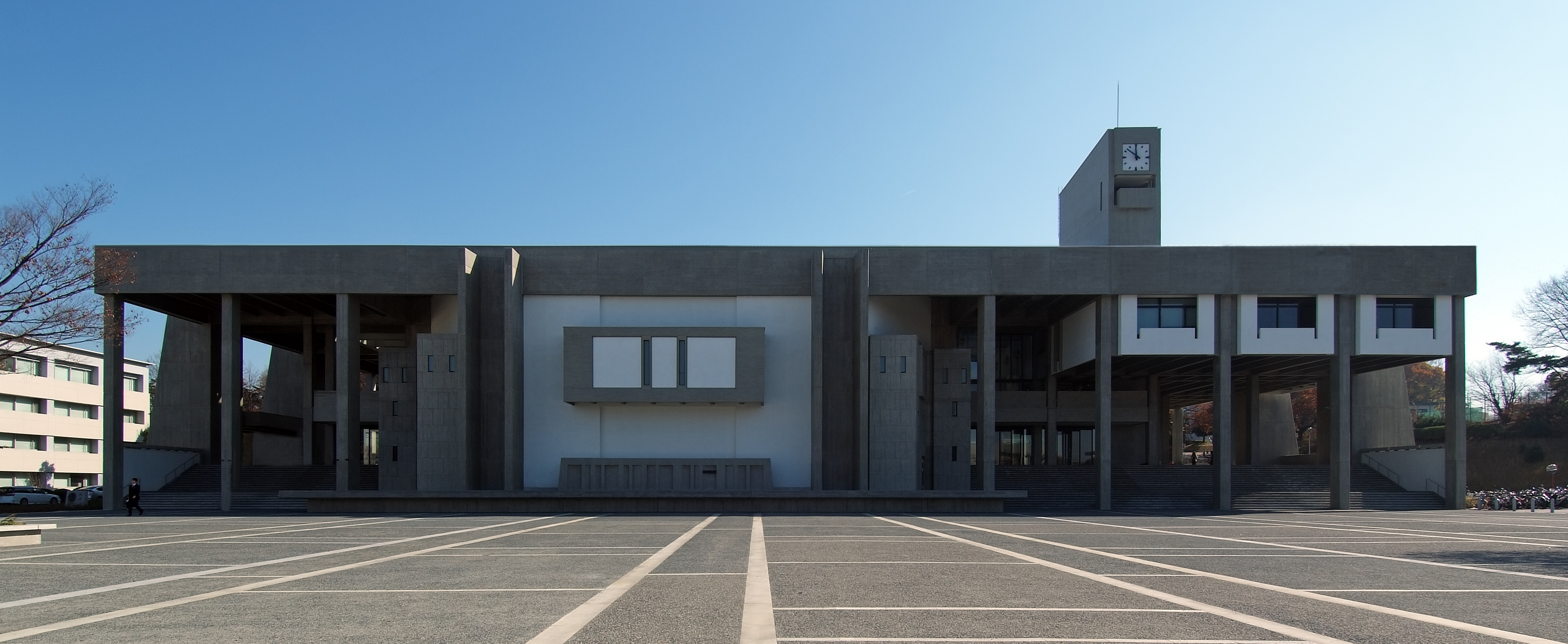
Der Higashiyama-Campus

Die Universität Nagoya (jap. 名古屋大学, Nagoya daigaku, kurz: Meidai oder Nadai (名大)) ist eine staatliche Universität in Japan. Der Hauptcampus liegt in Furō-chō, Chikusa-ku, Nagoya.

## Geschichte
1871 wurde die Temporäre Medizinische Schule (仮医学校, Kari igakkō) gegründet. Diese wurde 1878 zur Öffentlichen Medizinischen Schule (von der Präfektur Aichi). Sie entwickelte sich 1903 zur Präfekturalen Medizinischen Fachschule Aichi (愛知県立医学専門学校), 1920 dann zur Präfekturalen Medizinischen Hochschule Aichi (愛知県立医科大学, Aichi-kenritsu ika daigaku). Die Hochschule wurde 1931 eine staatliche Hochschule und benannte sich in Medizinische Hochschule Nagoya um (名古屋医科大学, Nagoya ika daigaku).
1939 wurde die Kaiserliche Universität Nagoya (名古屋帝国大学, Nagoya teikoku daigaku) gegründet, die letzte Kaiserliche Universität. Die Medizinische Hochschule Nagoya wurde ihre Medizinische Fakultät. 1940 gründete sie die Natur- und Ingenieurwissenschaftliche Fakultät, die 1942 in zwei Fakultäten geteilt wurde und später in den neuen Campus Higashiyama umzog. Die Universität wurde 1947 in Universität Nagoya umbenannt.
1949 wurde sie mit drei staatlichen Fachschulen zur neuen Universität Nagoya zusammengelegt. Diese waren: die Achte Oberschule (第八高等学校, Dai-hachi kōtō gakkō, gegründet 1908), die Wirtschaftsfachschule Nagoya (名古屋経済専門学校, Nagoya keizai semmon gakkō, gegründet 1920) und die Höhere Normalschule Okazaki (岡崎高等師範学校, Okazaki kōtō shihan gakkō, gegründet 1945). Der ehemalige Campus der Achten Oberschule ist heute der Yamanohata-Campus der Städtischen Universität Nagoya; der ehemalige Campus der Wirtschaftsfachschule Nagoya ist heute der Kawasumi-Campus der Städtischen Universität.
Die Universitätsbibliothek besteht aus 2,9 Millionen Bänden, davon 1,4 Millionen fremdsprachliche.
Bekannte Absolventen sind die Molekularbiologen Reiji und Tsuneko Okazaki die die Okazaki-Fragmente entdeckten, der Toyota-Vorsitzende Shōichirō Toyoda und der Gouverneur Reiji Suzuki. Ryōji Noyori, der mit dem Nobelpreis für Chemie 2001 ausgezeichnet wurde, lehrte an der Universität.

## Alumni der Nobelpreisträger
- Hiroshi Amano (* 1960), erhielt 2014 den Nobelpreis für Physik für die Erfindung der blauen LED.
- Isamu Akasaki (1929–2021), erhielt 2014 den Nobelpreis für Physik für die Erfindung der blauen LED.
- Makoto Kobayashi (* 1944), erhielt 2008 den Nobelpreis für Physik.
- Toshihide Masukawa (1940–2021), erhielt 2008 den Nobelpreis für Physik.
- Osamu Shimomura (1928–2018), erhielt 2008 den Nobelpreis für Chemie.
- Ryōji Noyori (* 1938), erhielt 2001 den Nobelpreis für Chemie.

## Fakultäten

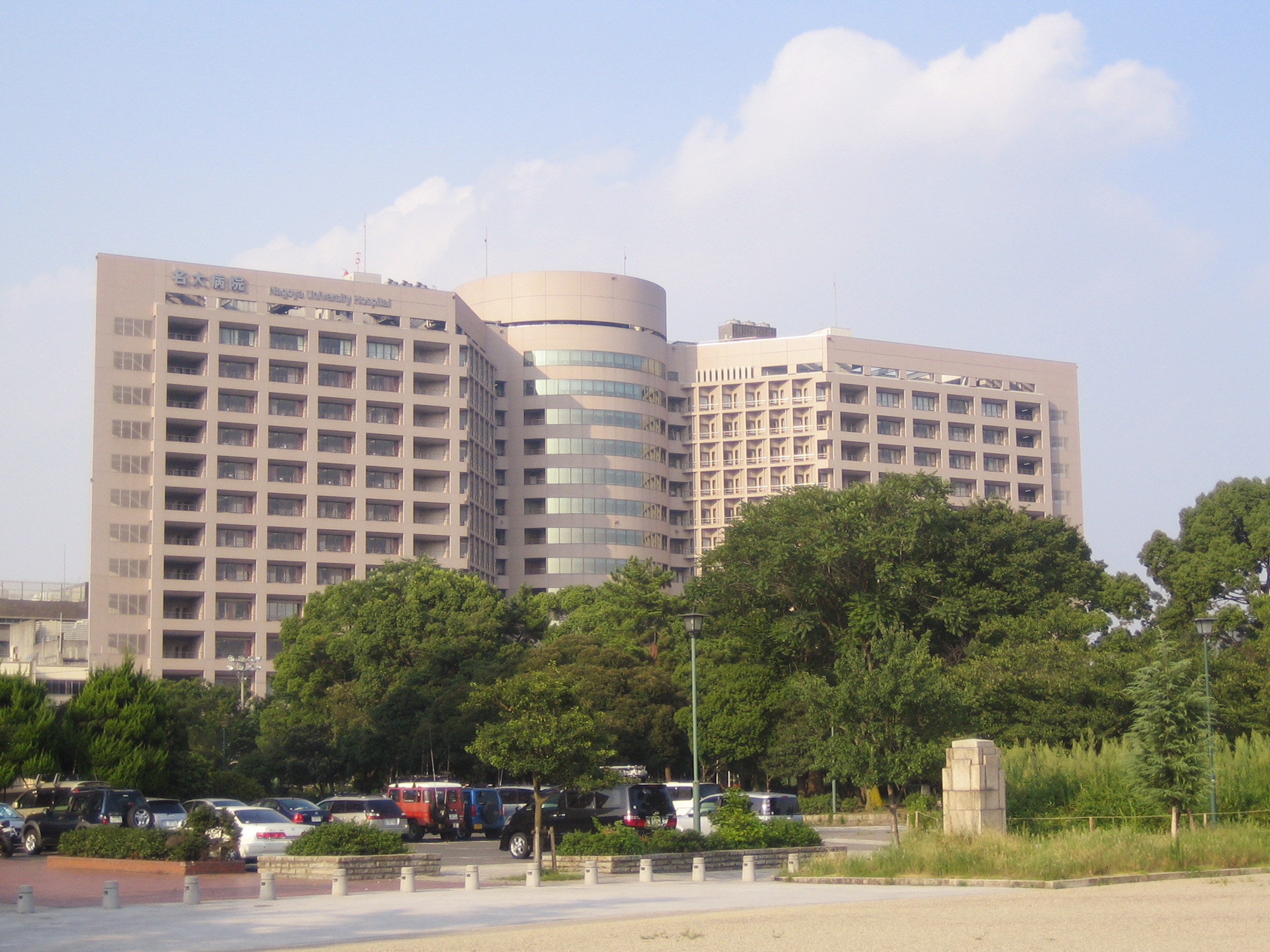
Das Universitätsklinikum (im Tsurumai-Campus)

- Higashiyama-Campus (in Chikusa-ku, Nagoya, 35° 9′ 16,8″ N, 136° 58′ 0,9″ OKoordinaten: 35° 9′ 16,8″ N, 136° 58′ 0,9″ O):
  - Fakultät für Geisteswissenschaften
  - Fakultät für Pädagogik
  - Fakultät für Rechtswissenschaft
  - Fakultät für Wirtschaftswissenschaften
  - Fakultät für Informatik und Wissenschaften (engl. School of Informatics and Sciences)
  - Fakultät für Naturwissenschaften
  - Fakultät für Ingenieurwissenschaften
  - Fakultät für Agrarwissenschaft
- Tsurumai-Campus (in Shōwa-ku, Nagoya, 35° 9′ 29,7″ N, 136° 55′ 19,3″ O):
  - Fakultät für Medizin